# Codicologie des corans anciens
La codicologie des Corans anciens est l'étude du Coran dans son aspect formel en tant que codex. En effet, le Coran est le premier livre attesté en arabe. L'étude de son histoire et de sa rédaction utilise, outre la critique historique et la critique textuelle, des éléments matériels. Fr. Déroche intègre à la codicologie différents aspects comme l'étude des supports ou celle des écritures. 

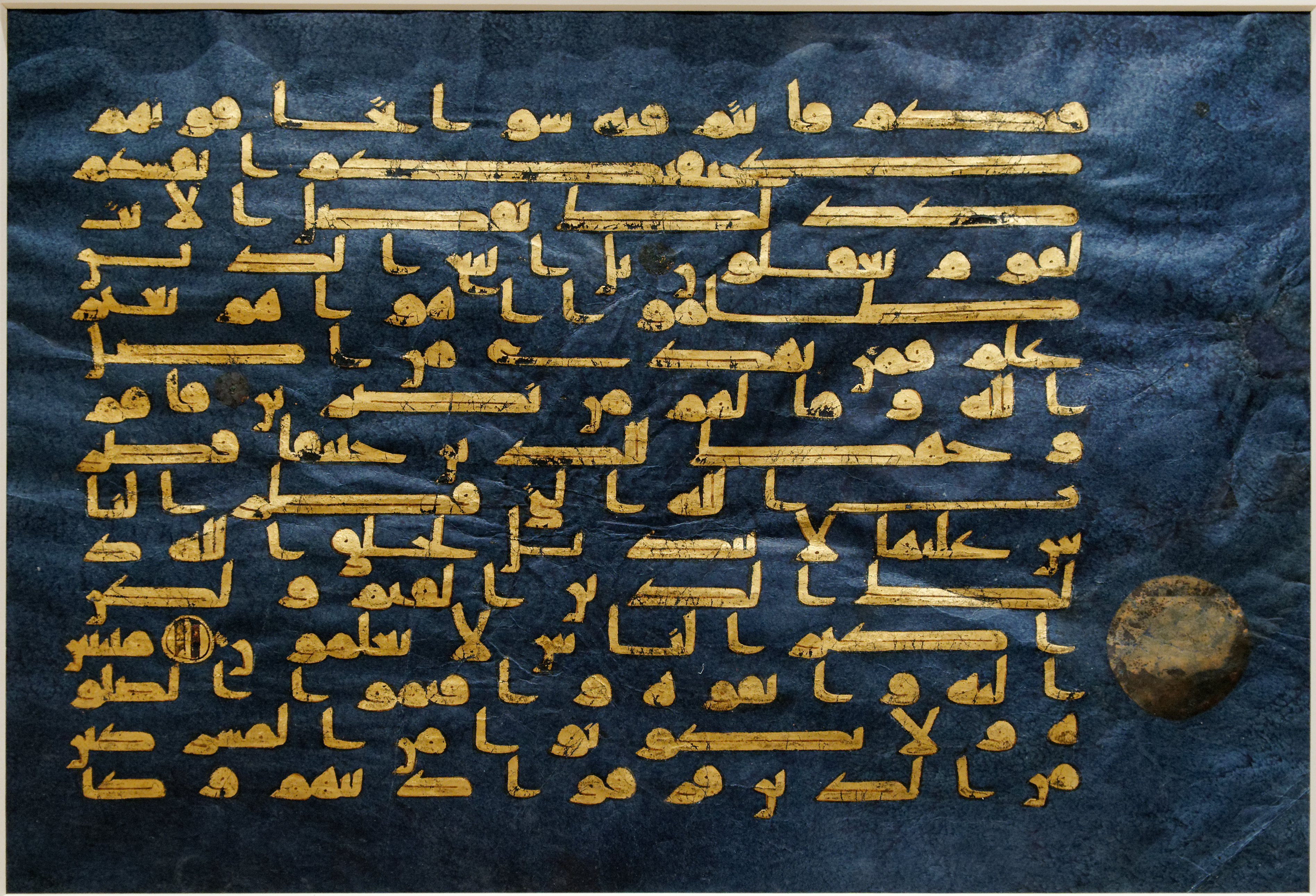
Coran bleu, Metropolitan museum, époque fatimide.

La recherche codicologique sur le Coran permet, par l'analyse des différents témoins matériels, l'étude de la constitution, de la transcription, de l'établissement du texte coranique mais aussi de l'utilisation du texte et des manuscrits par la communauté musulmane. Ainsi, "Les résultats obtenus jusqu'à présent indiquent que la prise en compte des données fournies par les manuscrits anciens conduit à reconsidérer l'histoire du texte coranique dans les débuts de l'islam que la collecte systématique de ces informations permettra de suivre de manière plus précise".

## Historiographie
Dépassant l'aspect polémiste ou traductologique du texte, le premier à s'intéresser à l'histoire du Coran semble être le comte de Plélo, ambassadeur de France à Copenhague. Celui-ci remarque l'existence de manuscrits anciens dans les collections royales du Danemark. À sa demande, des copies de quelques feuillets sont faites et envoyées à Etienne Fourmont (1683-1745), connaisseur en langues orientales et dirigeant le cabinet des manuscrits de la bibliothèque royale. Néanmoins, ce savant polyglotte enseignant l'arabe au collège royal n'avait pas de connaissance sur les Corans anciens.
A la fin du XVIIIe siècle, ces manuscrits et la réponse de Fourmont sont redécouverts par Jakob Adler qui railla "férocement" ce dernier. S'appuyant sur sa formation de bibliste, il publia un catalogue, qui, bien que limité, semble la "première tentative d'utiliser les manuscrits anciens du Coran pour étudier ce dernier". Antoine de Sacy répond en 1808 à certains points évoqués par ce catalogue sans évoquer le texte coranique.
Au début du XIXe siècle, Jean-Louis de Cherville (1772-1822) redonne une place importante aux manuscrits en collectant un grand nombre de manuscrits provenant de la mosquée de Fustat. Sa collection intègre après sa mort la Bibliothèque royale et commence à être classée en 1851 par Michèle Amari. Au delà d'un simple classement, celui-ci les étudia et présenta au responsable de la collection orientale, une étude novatrice sur la tradition manuscrite. À la suite de cette étude, l'Académie des Inscriptions et Belles-lettres organise un concours sur l'histoire du Coran et l'histoire des manuscrits. Michèle Amari, Aloys Sprenger et Théodor Nöldeke furent les trois vainqueurs de celui-ci. L'ouvrage de ce dernier devient alors une référence tandis que la recherche de Michèle Amari tombe dans l'oubli. Or, Théodor Nöldeke n'ayant pas eu accès aux manuscrits les plus anciens conclue à l'inutilité des manuscrits dans l'étude de l'histoire du texte et au fait qu'elle devait se baser avant tout sur la tradition musulmane. "Cet épisode a pesé sur l'évolution de la recherche sur la tradition manuscrite".
Cette dépréciation de la tradition écrite au détriment de la tradition orale se retrouve dans le monde musulman qui distingue le message coranique (Qur'an) de l'exemplaire matériel (mushaf). Cette dépréciation est visible dans le fait qu'aucun Coran ne fut utilisé par les savant d'Al-Azhar, lorsqu'ils établirent à partir de 1923, l'édition du Caire version aujourd'hui considérée comme canonique.
Dans les années 1970, les recherches de l'école hypercritique ont remis en cause la datation traditionnelle du Coran. Elle occasionne alors la recherche d'arguments contraires. Dans ce contexte, la Bibliothèque Nationale de France lance une étude sur ses fragments coraniques les plus anciens. Une typologie matérielle put alors être mise en place. Dans ces mêmes années, des travaux effectués dans la mosquée de Sanaa permet la mise au jour d'une cache de manuscrits, dont l'un contenait un texte "différent de la vulgate". Cette découverte et la restauration de ces manuscrits permettent d'identifier "les premiers exemples d’un art du livre omeyyade". Depuis 2015, François Déroche enseigne l'histoire du Coran au Collège de France.

## Les éléments matériels
Eleonore Cellard estime à 300 000 le nombre de fragments coraniques datant des 4 premiers siècles de l'islam. Il est difficile d'estimer le nombre de manuscrits auxquels cela correspond. Excepté le manuscrit de Sanaa, tous les manuscrits conservés appartiennent à la tradition textuelle à l'origine de la version canonique. Ces dépôts pourraient être liés à des pratiques de conservation des manuscrits usagés. Elles pourraient remonter aux VIIe – VIIIe siècle même si des contre-exemples prouvent qu'une telle pratique n'était pas "fermement établie[]" durant les premières décennies de l'islam.
La majeure partie de ces fragments coraniques ont été conservés dans des dépôts. Certaines de ces collections ont été dispersées, par des érudits ou des trafiquants. En outre, les états de conservation critiques ou l'absence de catalogage participent à la difficulté de mener des recherches sur ces documents. D'autres manuscrits ne proviennent pas de ces genizah. C'est le cas, en particulier, des corans attribués à Uthman.

### Les grands fonds de manuscrits

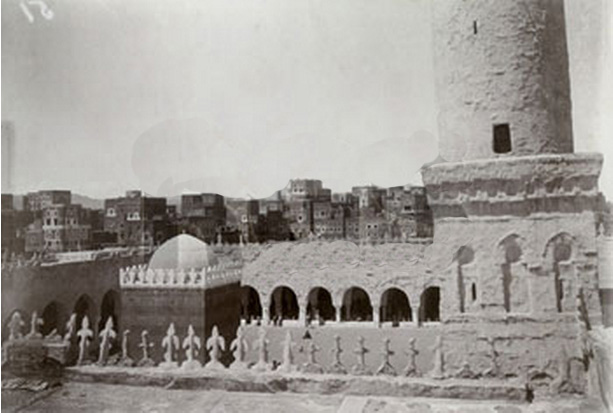
Grande mosquée de Sana'a

De nombreux manuscrits ont été conservés dans la mosquée 'Amr ibn al-'As de Fustat. Ce dépôt est connu depuis le XVIIIe siècle et des éléments provenant de celui-ci circulaient alors déjà. Ce fonds a fortement alimenté les collections des orientalistes et ont rejoint des institutions comme la Bibliothèque Nationale de France. Des fragments sont toujours conservés in-situ. La présence de certains de ces éléments dans des institutions patrimoniales ont permis à ceux-ci d'être catalogués ou étudiés. Ainsi, des fragments de Fustat ont été utilisés pour élaborer les "premières méthodes d'analyses des écritures arabes anciennes". L'exemple du codex Parisino-petropolitanus montre le besoin de remembrer les documents qui peuvent être dispersés entre plusieurs institutions.
La mosquée de Kairouan possédait aussi un ensemble de manuscrits découvert à la fin du XIXe siècle. Il était conservé dans une maqsura. Cette collection ne possède que peu de manuscrits antérieurs au IXe siècle. L'histoire ancienne de celle-ci est mal connue.
Une chapelle octogonale située dans la cour de la Grande Mosquée des Omeyyades de Damas contenait à la fin du XIXe siècle des manuscrits d'époque variée et de langues diverses. Le fonds a été dispersé dans des collections particulières et certains éléments ont rejoint, dans un second temps, des collections de bibliothèque publique. La collection a été transférée à Istanbul par les autorités ottomanes. Aucune étude systématique n'a été fondée sur ce fonds. De cet ensemble provient le manuscrit de Tübingen.
La collection de Sanaa a été découverte en 1973 à la suite de travaux de rénovation. La présence d'imprimés permet d'y reconnaître un dépôt récent. De nombreux manuscrits anciens y ont été conservés. Le plus célèbre est le palimpseste DAM 01-27.1.

### Quelques Corans particuliers
De nos jours, de nombreux Corans anciens sont connus. Au-delà même du fait que les conditions des Corans anciens ne permettent pas une confiance extrême dans ces datations, en l'état actuel de la recherche, « si l'existence de témoins manuscrits pré-marwanides [avant 684] ne peut être exclue [...], elle n'est en tout cas [...] absolument pas prouvée, contrairement à ce qui reste trop souvent affirmé. » même si « d'un point de vue paléographique et codicologique, cette possibilité ne peut être écartée».
|                                    | Datation du support         | Datation de la rédaction                                                                             |
| Coran de Birmingham                | Entre 568 et 645 apr. J.-C. | FD : Troisième quart du VIIe siècle (650 à 675 apr. J.-C.)                                           |
| Codex Parisino-petropolitanus      |                             | FD : Troisième quart du VIIe siècle (650 à 675 apr. J.-C.) GD : VIIIe siècle MT : 695-696 apr. J.-C. |
| M a VI 165 (Tübingen)              | Entre 649 et 675 apr. J.-C  | VIIIe siècle                                                                                         |
| Fragments de Leyde                 | Entre 650 et 715 apr. J.-C  | Entre 770 et 830 apr. J.-C                                                                           |
| Coran de Sanaa (DAM 01-27.1, inf.) | Entre 578 et 669            | Période marwanide                                                                                    |

Le codex Parisino-petropolitanus est un manuscrit qui comportait 98 feuillets (sur un total de 210-220 feuillets, soit environ 45 %) lorsqu'il fut découvert au Caire, dans un dépôt de la mosquée ʿAmr b. al-ʿĀs de Fustāt au début du XIXe siècle. Il fut dispersé dans quatre bibliothèques, Londres, Vatican (avec un feuillet chacun), la Bibliothèque de Saint-Pétersbourg (vingt-six feuillets) et la bibliothèque nationale de France à Paris qui possède à elle seule soixante-dix feuillets.
Certains palimpsestes seraient des versions plus anciennes. L'analyse des manuscrits de Sana'a par ultraviolets a mis au jour un texte sous le texte actuel sur le manuscrit 01-27.1. Ce texte effacé, mis au jour par les techniques scientifiques, révèle de nombreuses différences avec le Coran actuel. La couche inférieure date du VIIe siècle tandis que la couche supérieure est datée du VIIIe siècle.
Connus depuis les années 1930, deux feuillets manuscrits coraniques des archives de la bibliothèque de l'Université de Birmingham sont réétudiées en 2015. Ces fragments contiennent des versets des sourates 18 à 20 écrits à l'encre en hijazi, un style calligraphique arabique ancien. Selon la datation au carbone 14, le support du manuscrit aurait été fabriqué entre 568 et 645 de notre ère, soit du temps de Mahomet. Selon David Thomas, spécialiste dans cette université de l'islam et du christianisme, « la personne qui a écrit ces fragments pourrait bien avoir connu le Prophète »,. D'autres auteurs soutiennent une différenciation entre la date de fabrication du support et celle de la rédaction de ce Coran, plus tardive au cours du VIIesiècle »,. Déroche rattache le manuscrit de Birmingham à celui Parisino-petropolitanus qu'il date entre 650 et 675.

## Paléographie coranique
L’écriture, elle-même, de ces manuscrits montrent des procédés, comme la coupure du mot à la fin d’une ligne, qui les rapprochent de la scriptio continua, caractéristique de l’Antiquité Tardive. Cela s’observe, par exemple, dans des inscriptions grecques de Hammat Gader. Les textes arabes actuels différencient les mots par des espaces. Les copistes du Parisino-petropolitanus "ne traitent pas différemment les deux. Il s’agit là de l’adaptation aux règles particulières de l’écriture arabe de la scriptio continua de l’Antiquité"
L'étude des écritures coraniques passe par celle des manuscrits coraniques, via une approche sérielle. Il s'agit de determiner par l'observation de différents critères (ductus, tracé...) des divisions en famille. Cette approche permet de diviser les manuscrits anciens en deux grandes variétés, les manuscrits en écriture hijazi et ceux en écriture koufique. Le style coufique connait aussi des subdivisions par style.

### Ecriture Hijazi
Sa datation, qui est relativement acquise, remonte au VIIe siècle. L'écriture hijazi se caractérise par un ductus arrondi et une inclinaison des hastes vers la droite. Il n'existe, à l'heure actuelle, pas de sous-catégorie, chaque manuscrit étant lui-même à plusieurs mains, donc hétérogène. L'écriture hijazi serait, selon l'hypothèse de Gotthelf Bergsträsser (aujourd'hui, la plus vraisemblable), une écriture positionnée à mi-chemin entre le coufique et l'écriture ronde des papyri, possédant des caractéristiques des deux ensembles.
Pour Cellard, il peut néanmoins être décomposé en deux ensembles principaux, le hijazi et le hijazi calligraphique. Pour Déroche, "Il nous paraît toutefois plus prudent d’appliquer ce qualificatif non pas une écriture, mais à un style dont le dénominateur commun est représenté par l’alif." Déroche divise les manuscrits Hijazi en plusieurs différents ensembles, tant par l'écriture que par l'orthographe du texte.

Quelques exemples d'écritures Hijazi
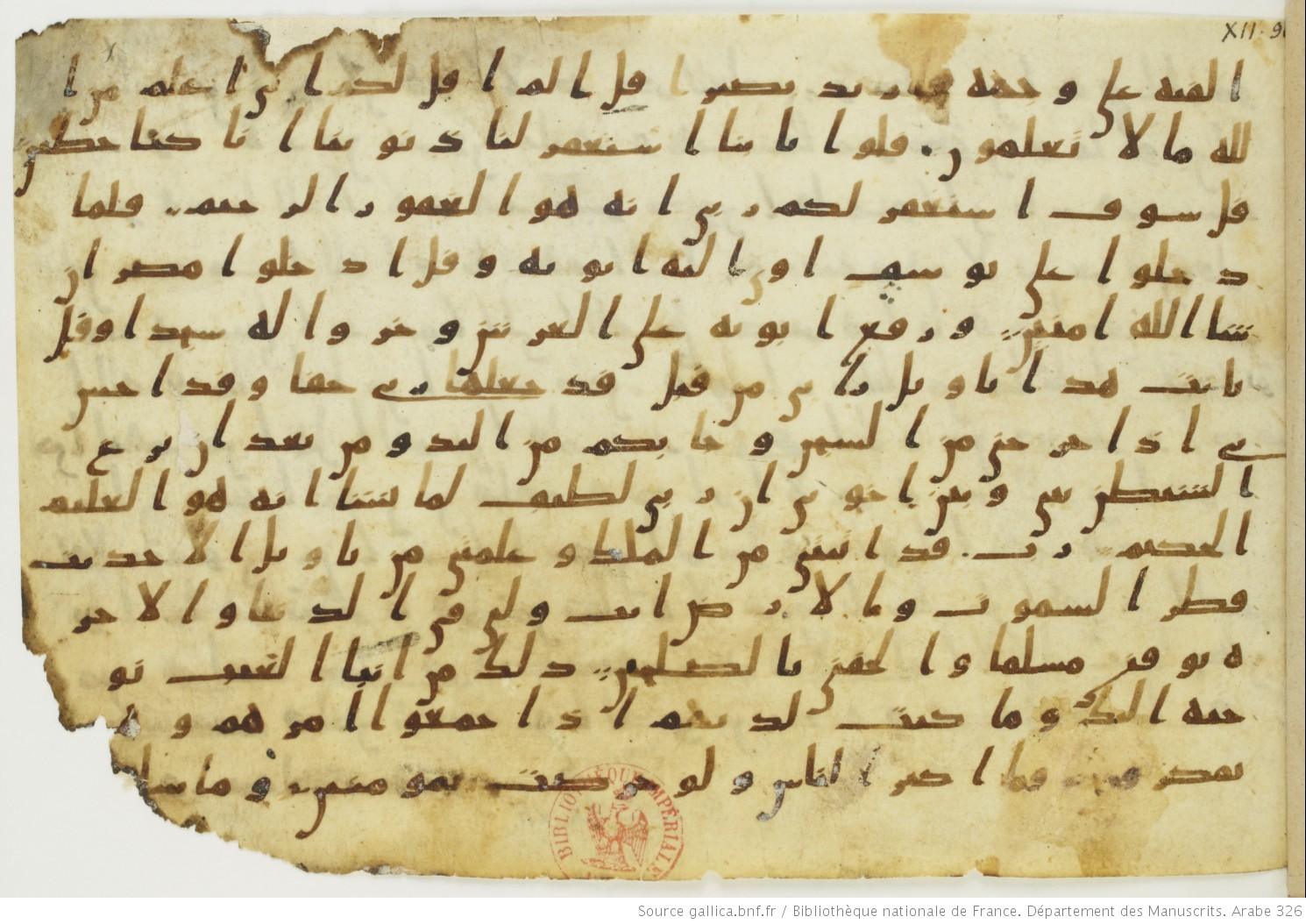
Manuscrit Ar 326 - Style hijazi 1
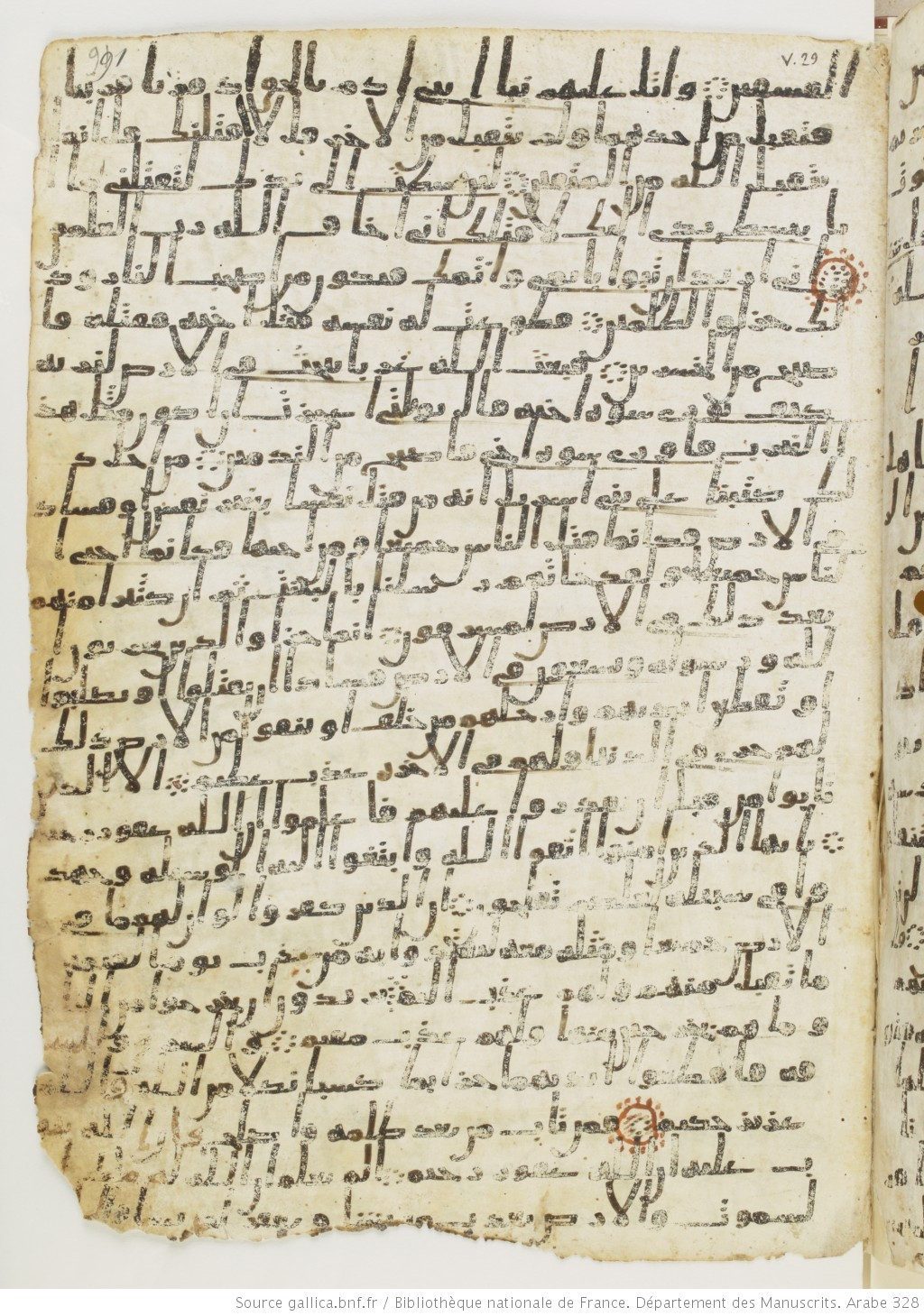
Manuscrit Ar 328e - Style hijazi 2
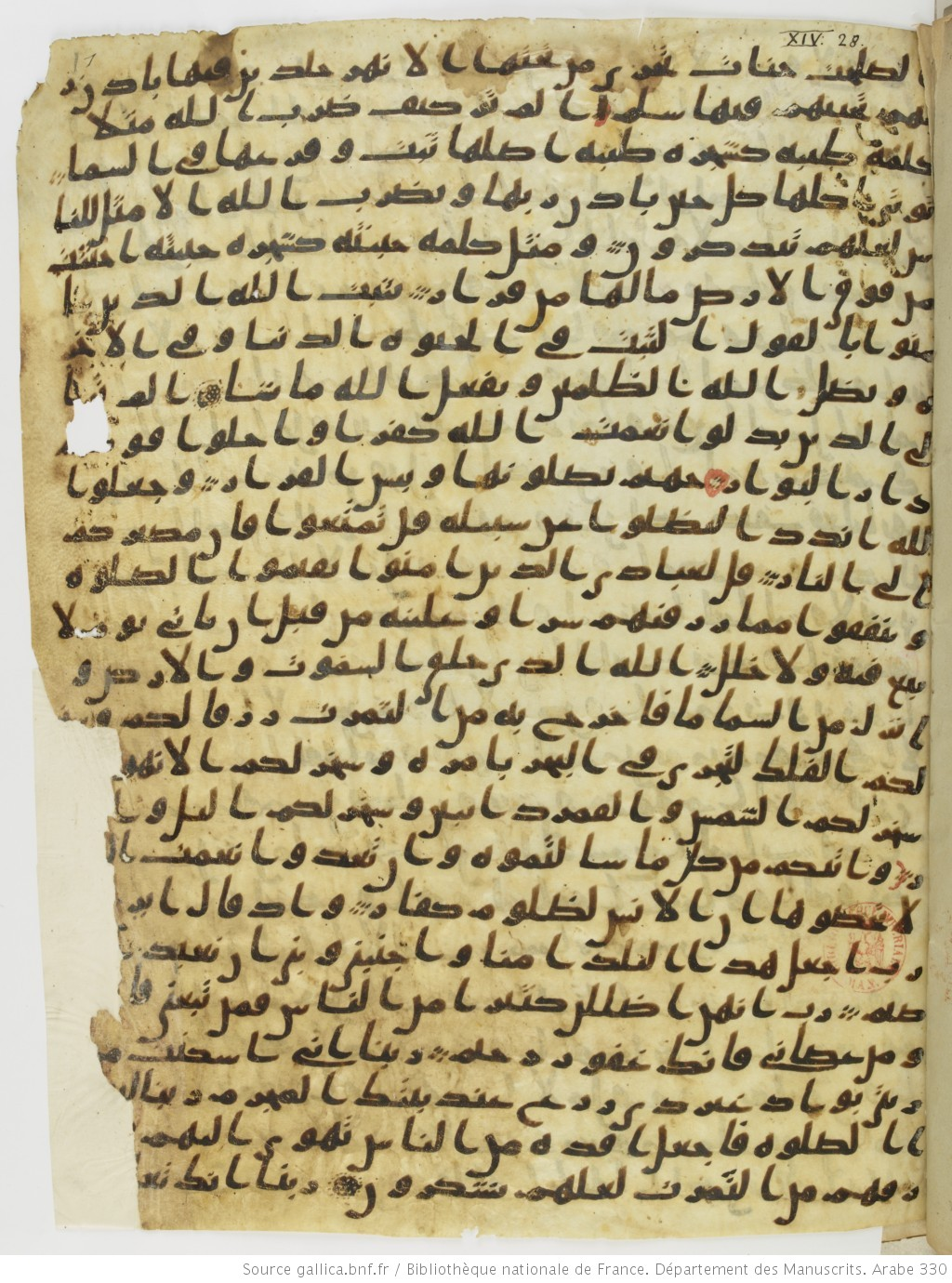
Manuscrit Ar 330a - Style hijazi 3
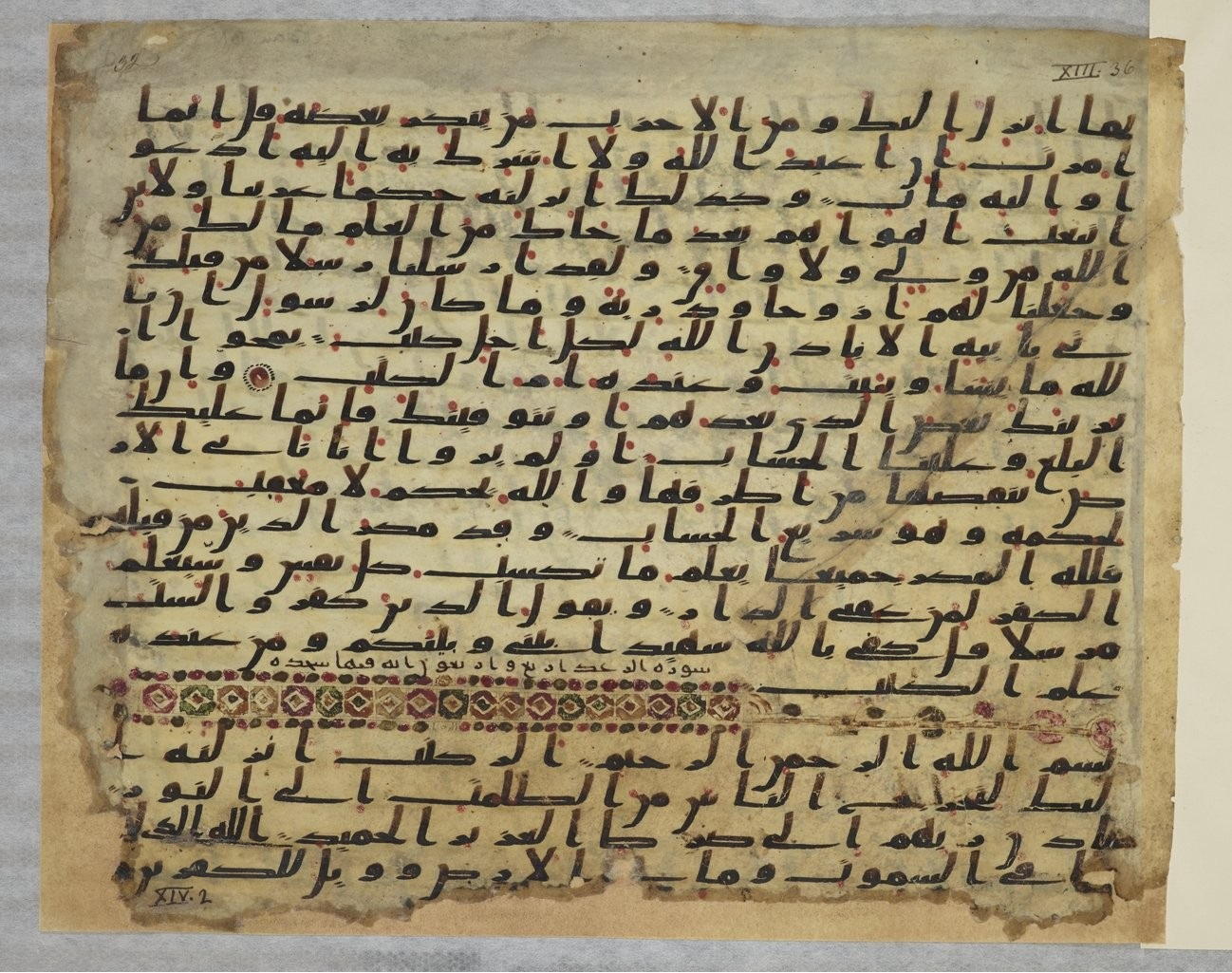
Manuscrit Ar 334c - Style hijazi 4

### Ecriture abbasside ancienne - Kufi
Depuis les années 1980, le koufique a été classifié par François Déroche et des lettres (voir tableau) ont été attribuées à chaque style. Le terme kufi est utilisé par la tradition musulmane. Néanmoins, il pose le problème de dessiner une géographie des écritures arabes anciennes qu'aucun élément matériel ne conforte. De même, les manuscrits ne correspondant pas aux manuscrits, François Déroche préfère le terme d'« écriture abbasside ancienne ».
L'écriture est très angulaire, aux contours bien délimités et tend à être réalisée sous forme de segments géométriques. Par exemple, le mīm prend la forme d'un cercle, et le nūn d'un demi-cercle.

Quelques exemples d'écritures abbasides anciennes
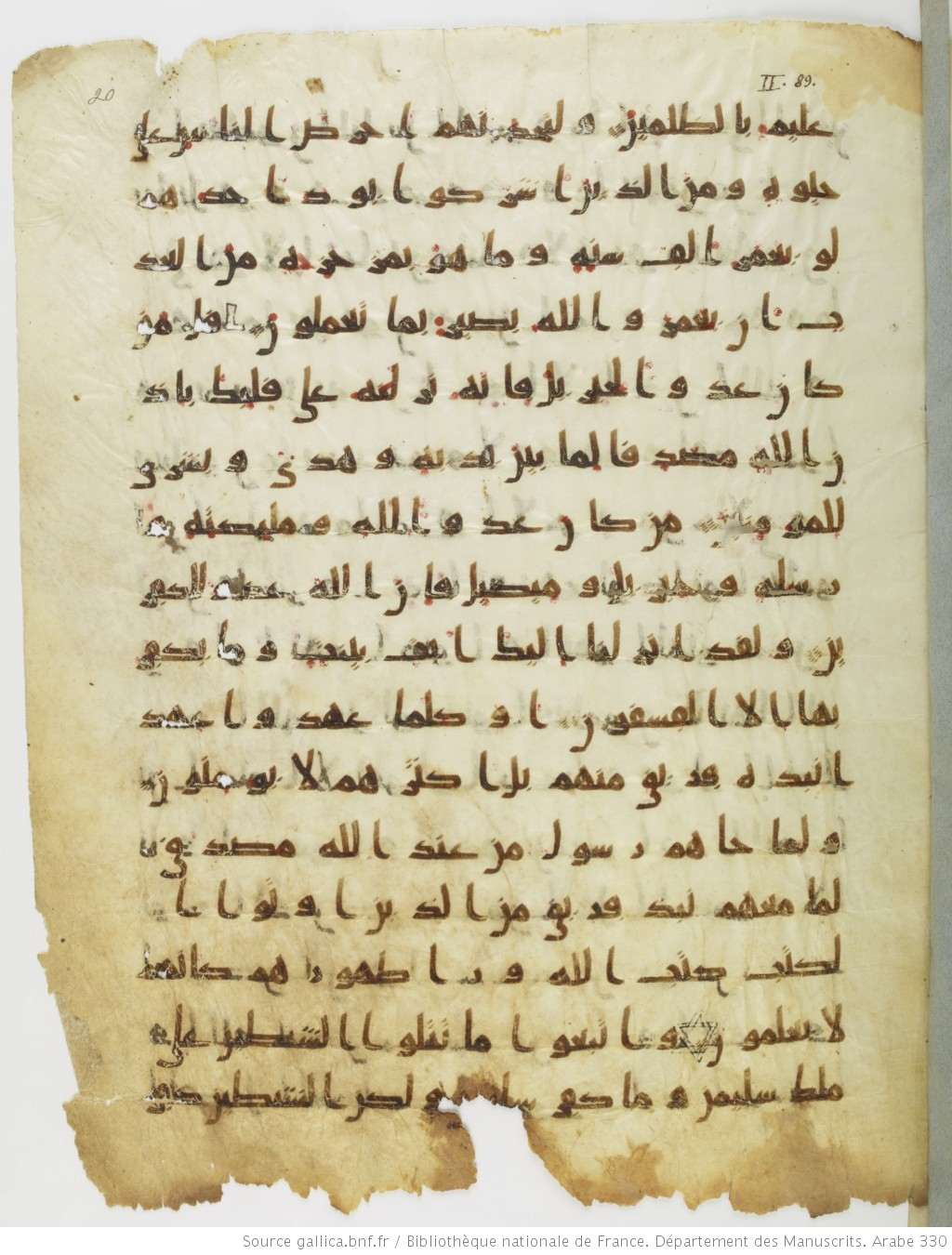
Manuscrit Ar 330 - style AI
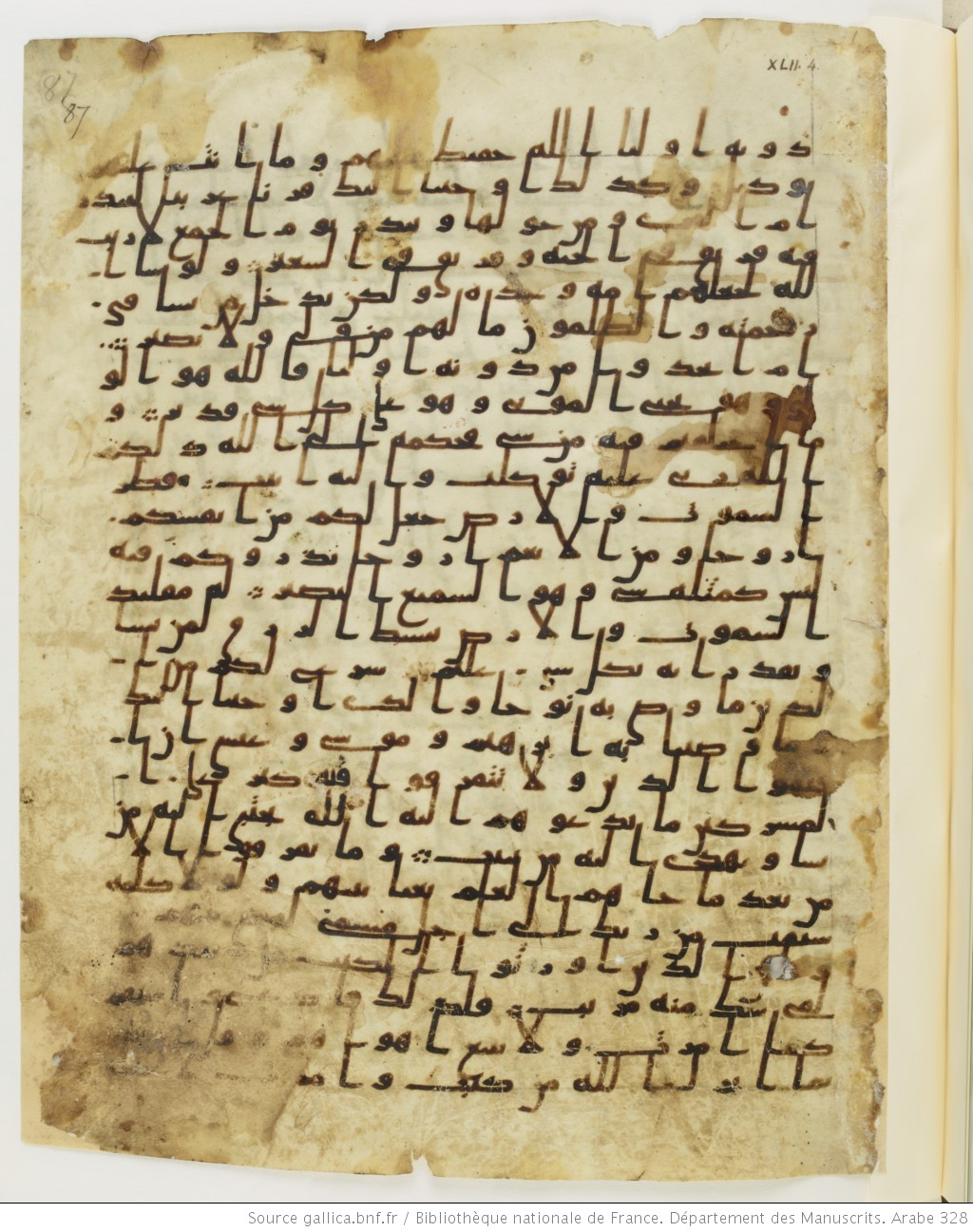
Manuscrit Ar328 - style B Ia
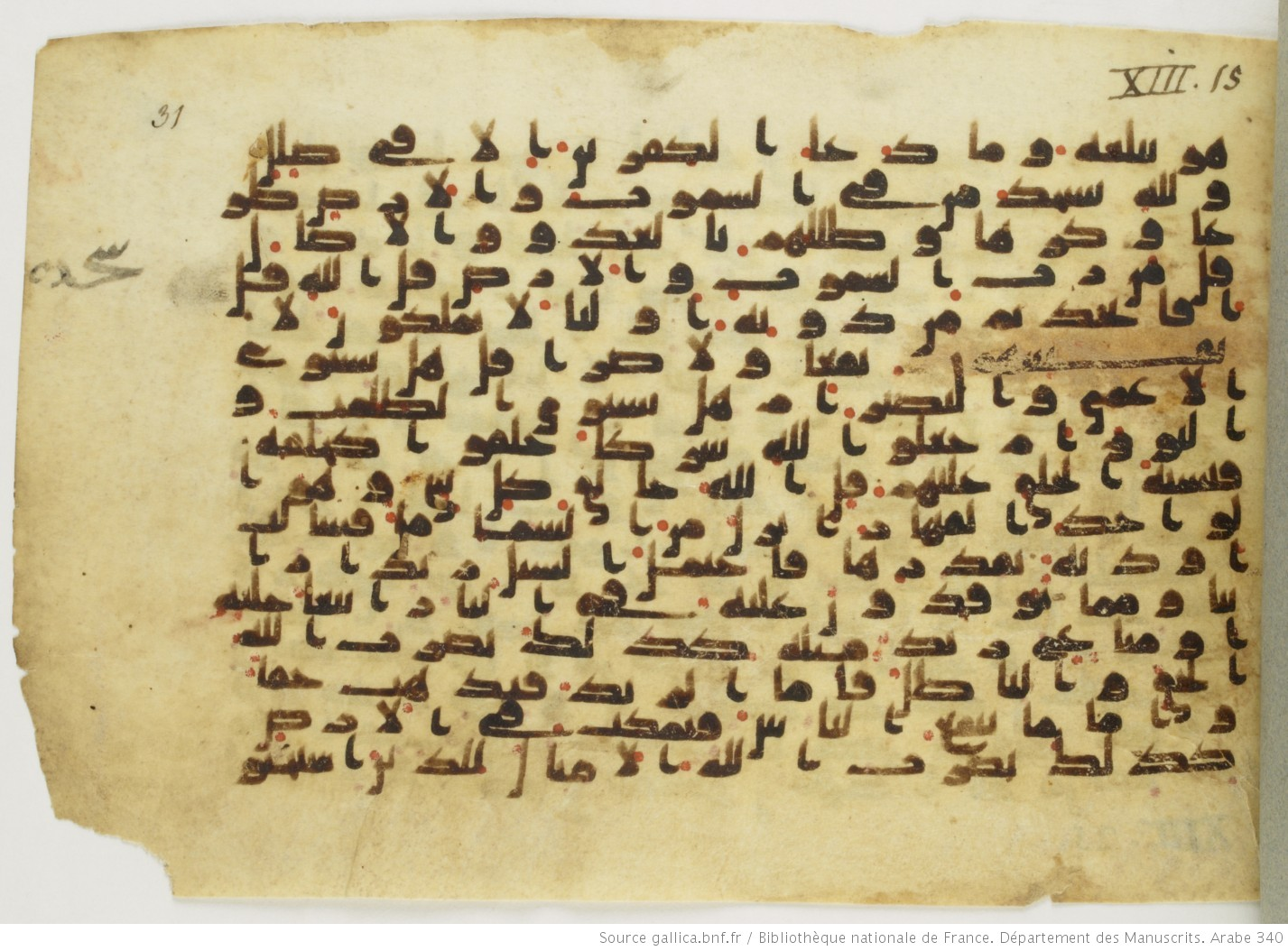
Manuscrit Ar340 - Style BII
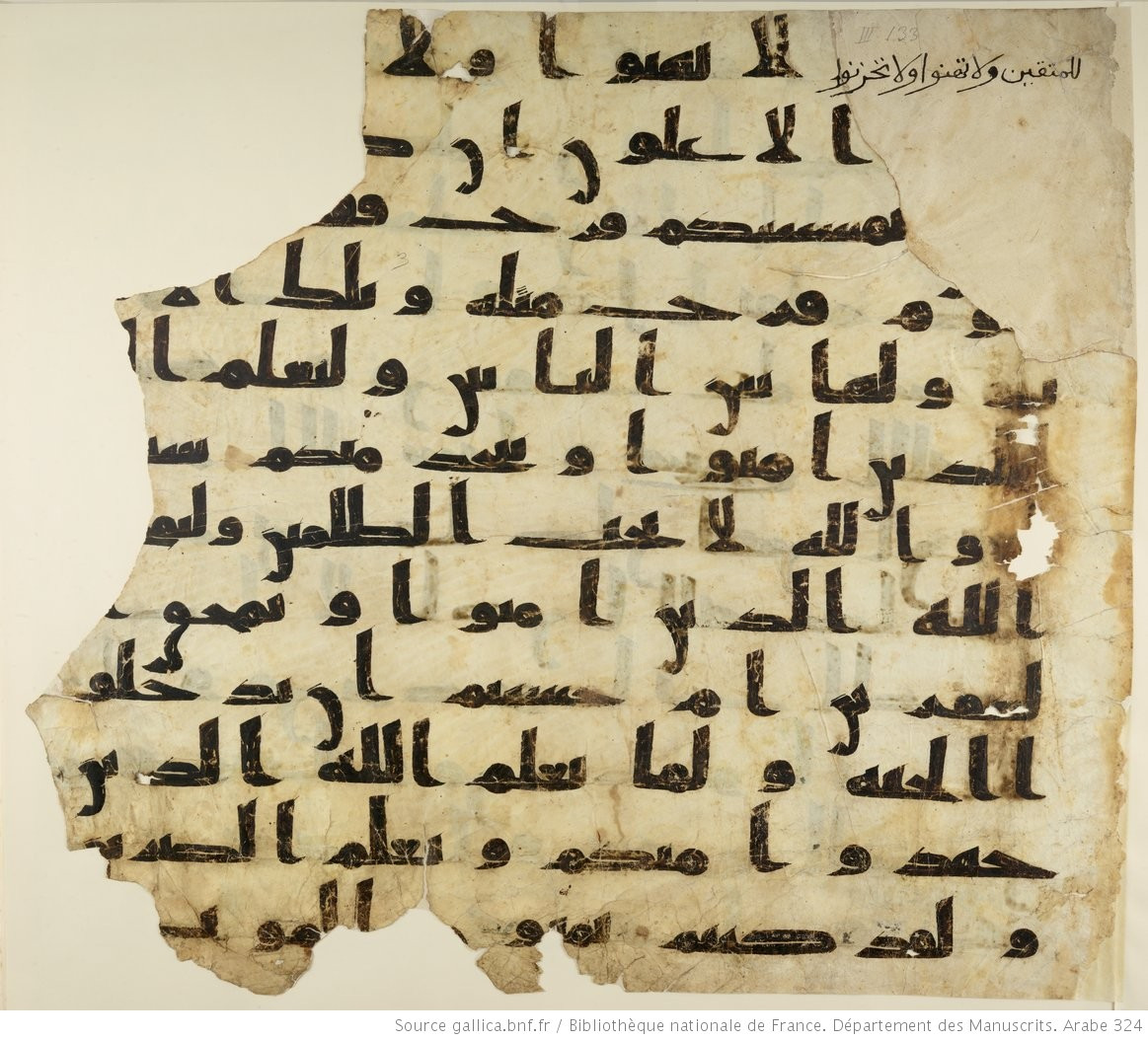
Manuscrit Ar324 - style CIa
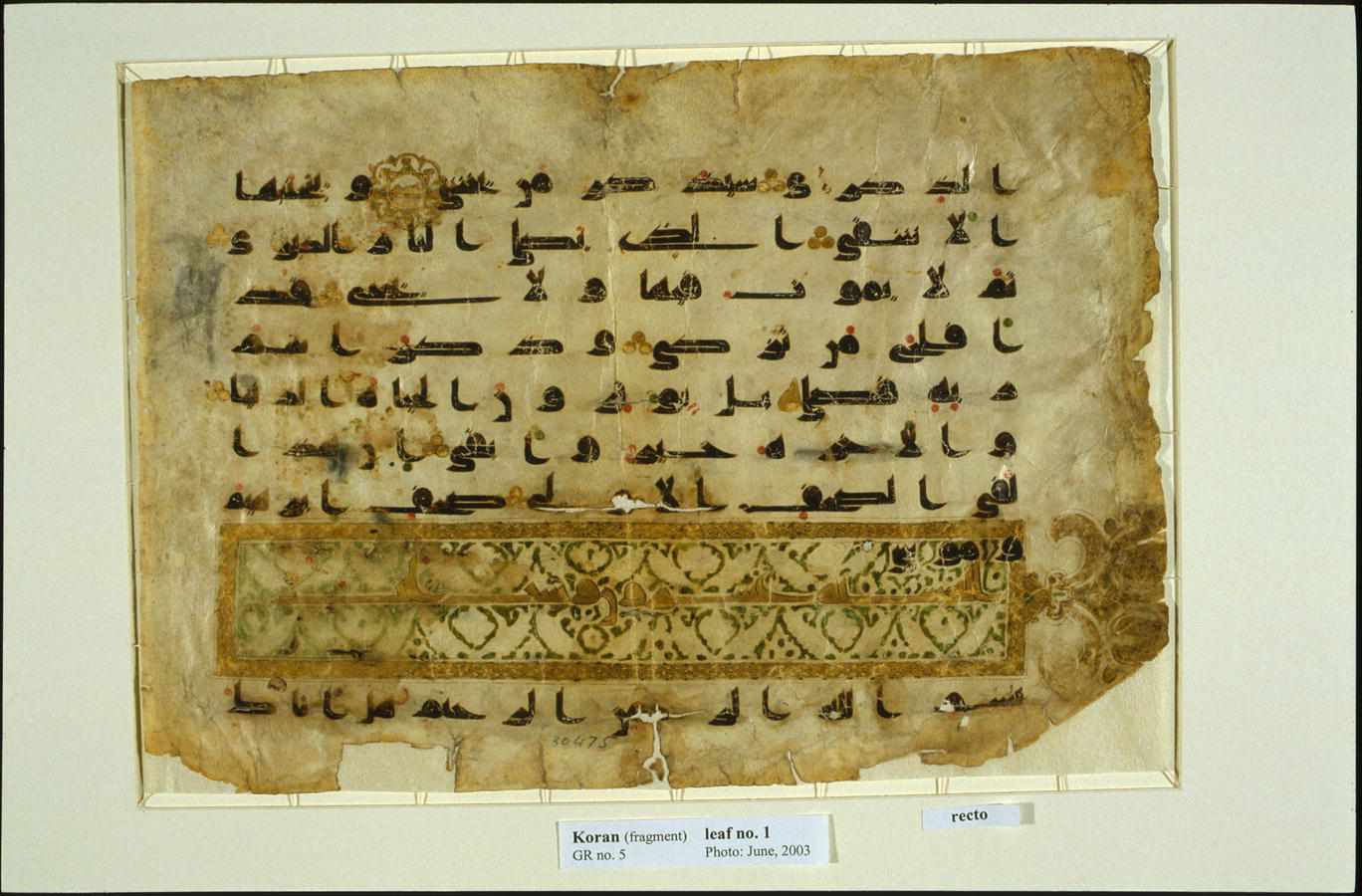
Manuscrit Ascs.279 - Style C.II
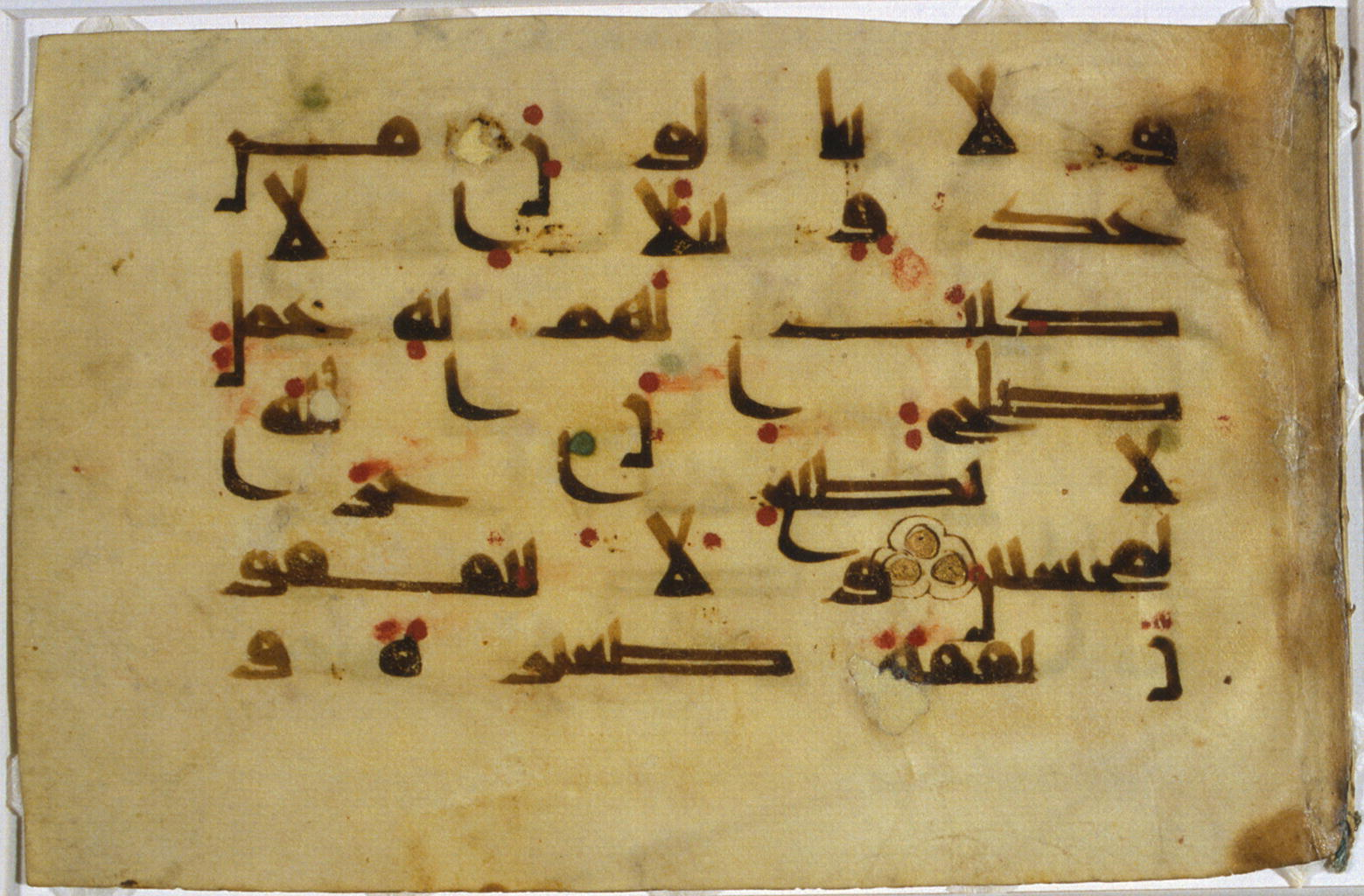
Manuscrit Ascs.075- Style D

### Quelle chronologie?
Les manuscrits vont connaître une évolution d'une écriture austère et primitive vers un style plus sophistiqué. Sous les règnes d'Abd al-Malik et de son fils al-Walīd naît "une véritable calligraphie arabe", avec le groupe de manuscrits "O I". Une coexistence entre deux formes d'écriture à la fin du VIIe siècle est vraisemblable."L’histoire du codex coranique à l’époque omeyyade frappe par la rapidité et l’importance des changements qui ont affecté le texte et sa présentation au cours d’une période extrêmement brève". La rupture semble advenir sous le règne d'Abd al Malik, avec le passage du mushaf personnel en style hijazi vers des livres plus homogènes.
À partir des IXe et Xe siècles, le koufique est concurrencé par d'autres formes d'écritures plus élancées. Cet ensemble est appelé le "Nouveau Style" et connaît plusieurs variantes. À partir du XIIe siècle, le Coran n'est plus écrit sur parchemin mais sur papier et le kufi est abandonné comme écriture du Coran au profit de trois styles : le naskh, le muhaqqaq et le rayhani.
| Période ommeyade                        | Période ommeyade              | Période abbasside                   |
| --------------------------------------- | ----------------------------- | ----------------------------------- |
| Ancienne (fin du VIIe - début du VIIIe) | Tardive (1re moitié du VIIIe) | Ancienne (2e moitié du VIIIe - IXe) |
| Hijazi                                  |                               |                                     |
| Hijazi calligraphique → \|              |                               |                                     |
| O, A                                    | → ?                           |                                     |
| B.I                                     | →                             | B.II                                |
|                                         | C.I                           | C.II/C.III                          |
|                                         |                               | D                                   |

## Le Coran comme premier livre arabe

### Supports du Coran et mise en page

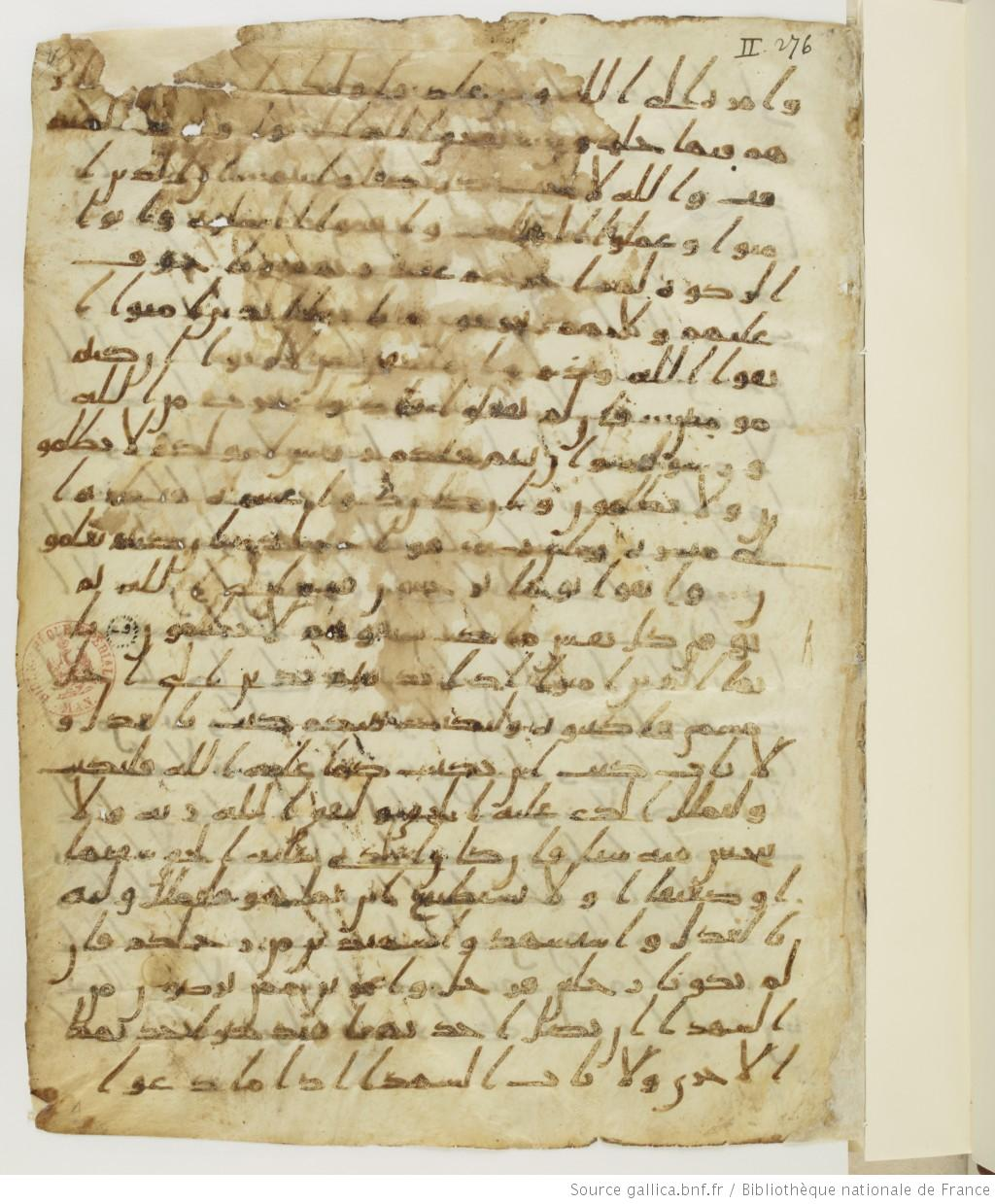
Codex parisino-petropolitanus

Dès les premiers temps du Coran, des courants se sont opposés quant à l'aspect matériel que devait prendre le mushaf. Une mise en place longue d'un modèle standardisé s'observe jusqu'au IXe siècle.
La première phase de ce Coran comporte deux formes de codex. La première, de grand format, est orienté verticalement. Il semble avoir plutôt un usage public et peut utiliser des méthodes de fabrication variées (nombre de feuillets...). Ainsi, le codex parisino-petropolitanus montre une technique copte, grecque ou christo-palestinienne. Une production de petits formats se retrouve aussi dans la collection de Damas. Les phases suivantes montrent l'existence d'une telle hiérarchie de taille, avec des variations. Ceux en écriture B1 montrent même des essais d'in-folio. La composition des cahiers (à la différence du style A) évolue vers la structure standard utilisée par la tradition syriaque.
À la fin du VIIe siècle, s’observe un passage du format vertical au format oblong. Ce changement correspond aux écritures C.1 et B.1b. Plusieurs hypothèses ont été proposées pour expliquer cette évolution. La première pourrait être celle d’une recherche de différenciation matérielle avec les autres « religions du Livre ». Une seconde serait de permettre aussi une différenciation avec le corpus des hadiths qui est alors, de manière non consensuelle, en cours de mise par écrit.

### La mise à l'écrit du Coran: quelles influences?

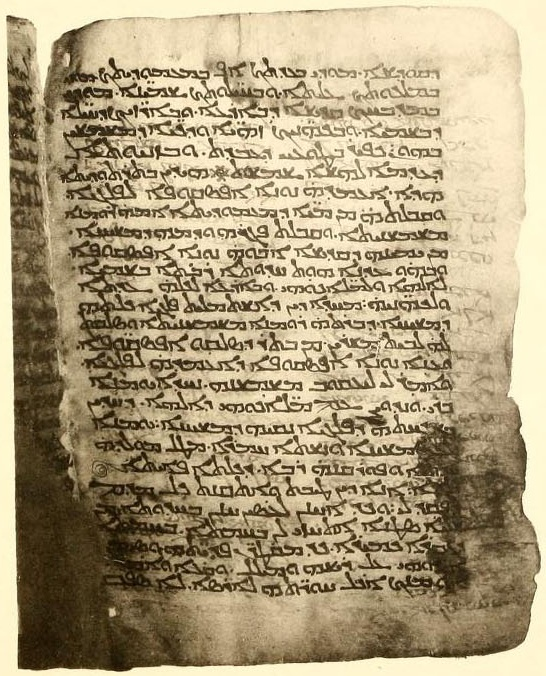
Codex Sinaiticus Syriacus (manuscrit datant de la fin du IVe siècle ou du début du Ve siècle)

La mise par écrit du Coran sous la forme de livre se fait dans un monde qui ne possède pas de "tradition livresque propre, en langue et écritures arabes". Néanmoins, l'Arabie avait conscience de l'existence de telles traditions à sa périphérie, comme en Mésopotamie ou en Syrie. Certains récits musulmans évoque l'influence de Zayd b. Thabit, qui aurait, selon ceux-ci, la maitrise de la lecture et de l'écriture en arabe. "Conceptuellement, l’islam était entré dans le monde du livre avant même d’en posséder un. Il lui restait à inventer une tradition".Le rapprochement entre la mise par écrit du Coran et des précédents, dans des régions contiguës "conduit à poser la question des influences qui ont pesé sur la genése du livre-Coran".
Texte de l'Antiquité Tardive, le Coran va alors utiliser le livre, "produit de cette période", comme support du message prophétique. François Déroche souligne que la communauté musulmane ont adopté la forme du codex qui était la norme sur le pourtour méditerranéen. Ce phénomène correspond à la période pendant laquelle l'islam se répand dans un monde dominé par les « gens du Livre ». Pour l'auteur, "en l’absence d’une tradition livresque propre, les scribes à qui est confiée la mise par écrit du Coran puisent dans l’héritage de l’Antiquité tardive. Ce sont les techniques de fabrication du codex qui sont récupérées, c’est son vocabulaire décoratif qui est utilisé par les artistes qui réaliseront les premières copies enluminées du Coran, au tournant du VIIe et du VIIIe siècle". Ce n'est que par la suite que les calligraphes se sépareront ce cet héritage. Pour Déroche, l'apparition « presque simultané » d'autres mushaf-s prouve que le contexte arabe était prêt pour le changement qu'est le passage à l'écrit. En outre, la possession du livre est "un moyen d'asseoir ou de conforter son autorité". Ce passage à l'écrit a fait l'objet de résistances.
À l’inverse du codex qui était généralisé, la disposition en longue ligne présente chez les premiers Coran n’est pas commune à la région. En effet, si elle est très largement majoritaire (82%) dans les écrits sur papyrus produit en Egypte, elle l’est moins (63 %) dans le cas des manuscrits en parchemin. Le monde syriaque utilisait, ainsi, fréquemment, des compositions en plusieurs colonnes.

### Kitab/Mushaf
Le texte coranique utilise à de nombreuses reprises le terme kitab pour se désigner soi-même. Selon les lexicographes anciens, ce nom signifierait « écrit », « livre ». Cela est confirmé par certains passages comme le récit de la reine de Saba dans lequel un « écrit » est envoyé par Salomon. Néanmoins, cette signification n'explique pas l'existence d'une distinction entre kitab et mushaf. Surtout, cela ne correspond pas au sens de ce terme dans les versets. Pour Boisliveau, « si le verbe kataba, qui signifie d’abord « écrire », n’est quasiment pas utilisé dans ce sens dans le Coran, mais dans le sens de « prescrire, imposer », alors on peut fortement supposer qu’il en est de même pour kitāb ». Mais l'usage coranique semble ne pas correspondre avec ce sens. Daniel Madigan, en 2001, a prouvé que ce terme désigne une autorité divine. Anne Sylvie Boisliveau considère que ce terme a davantage le sens d'« Écriture sacrée », à l'instar des livres utilisés par les chrétiens et les juifs. Certains lexicographes anciens ont souligné que ce terme pouvait être utilisé pour désigner la Torah. Des termes de même racine sont utilisés en araméen ou en hébreu dans ce sens. « Ainsi, notre analyse du sens que l’« auteur » a voulu donner à l’objet « Coran » en employant le terme kitāb montre qu’il n’a cherché à le qualifier ni d’« écrit » ni de « prescription », mais bien d’« Écriture sainte » à la façon des Écritures juives et chrétiennes. » Il serait donc erroné de limiter le kitab à un livre écrit.
« Contrairement à qurʾān, le terme muṣḥaf n’est pas employé dans le Coran ». Ce terme désigne le Coran comme objet matériel. Ce terme désigne le corpus coranique clos établi et canonisé après la mort de Mahomet. Si la tradition évoque la mise par écrit de passages coraniques du vivant de Mahomet, la forme du codex, nécessairement clos, était alors impossible. La question du passage tardif au mushaf a interrogé la jeune communauté musulmane, celui-ci n'ayant pas été fixé par Mahomet lui-même : « Comment ferions-nous ce que le Prophète n’a pas fait ? ».